# پترسدورف (بایرن)
پترسدورف (به آلمانی: Petersdorf) یک شهر در آلمان است که در آیشاخ-فریدبرگ واقع شده‌است.